# Pavel Kastramin
Pavel Alehavich Kastramin –en bielorruso, Павел Алегавіч Кастрамін– (Zhábinka, 12 de julio de 1991) es un deportista bielorruso que compitió en boxeo.
Ganó dos medallas en el Campeonato Europeo de Boxeo Aficionado, plata en 2015 y bronce en 2013.

## Palmarés internacional
| Campeonato Europeo | Campeonato Europeo  | Campeonato Europeo | Campeonato Europeo |
| Año                | Lugar               | Medalla            | Categoría          |
| ------------------ | ------------------- | ------------------ | ------------------ |
| 2013               | Minsk (Bielorrusia) | Medalla de bronce  | 69 kg              |
| 2015               | Samokov (Bulgaria)  | Medalla de plata   | 69 kg              |